# ارکیت
ارکیت (به لاتین: Ərəkit) یک منطقهٔ مسکونی در جمهوری آذربایجان است که در شهرستان اسماعیللی واقع شده‌است. ارکیت ۱٬۱۰۶ نفر جمعیت دارد.